# George McGinnis
Pour les articles homonymes, voir McGinnis.
George F. McGinnis (né le 12 août 1950 à Indianapolis, Indiana et mort le 14 décembre 2023) est un joueur professionnel de basket-ball, principalement avec les Pacers de l'Indiana en American Basketball Association (ABA) (de 1971 à 1975).

## Biographie
George McGinnis commence à jouer au basket-ball au lycée Washington à Indianapolis et termine champion de l'État en étant invaincu durant toute la saison; il est aussi nommé Mr. Basketball de cet État la même année. Il est drafté en ABA à sa sortie de l'université de l'Indiana en 1972. Lors de la saison 1971-1972 à Indiana, McGinnis devient le premier « sophomore » à mener la Conférence Big Ten à la marque et aux rebonds.
George McGinnis est l'un des joueurs marquants de l'ABA; il est champion ABA en 1972 et 1973 avec les Pacers de l'Indiana. Il est nommé dans la All-ABA Second Team en 1973, puis dans la « First Team » en 1974, 1975 et 1976. Il obtient trois sélections au ABA All-Star Game de 1973 à 1975 et termine co-MVP de l'ABA en 1975 avec Julius Erving avec qui il fait plus tard équipe aux 76ers de Philadelphie qui atteignent les Finales de la National Basketball Association en 1977. Il termine dans la All-NBA First Team en 1976 et la All-NBA Second Team en 1977 et obtient trois sélections au NBA All-Star Game en 1976, 1977 et 1979. McGinnis termine sa carrière NBA avec les Nuggets de Denver et les Pacers de l'Indiana.
McGinnis est l'un des quatre joueurs (avec Roger Brown, Reggie Miller et Mel Daniels) à avoir son maillot (le numéro 30) retiré par les Pacers.
Il est intronisé au Basketball Hall of Fame en 2017.

## Statistiques
gras = ses meilleures performances

### Universitaires
Statistiques en université de George McGinnis
| Saison    | Équipe   | Matchs | Titul. | Min./m | % Tir | % 3pts | % LF | Rbds/m. | Pass/m. | Int/m. | Ctr/m. | Pts/m. |
| --------- | -------- | ------ | ------ | ------ | ----- | ------ | ---- | ------- | ------- | ------ | ------ | ------ |
| 1970-1971 | Indiana  | 24     | —      | 34,6   | 46,0  | —      | 61,4 | 14,7    | 2,8     | —      | —      | 30,0   |
| Carrière  | Carrière | 24     | —      | 34,6   | 46,0  | —      | 61,4 | 14,7    | 2,8     | —      | —      | 30,0   |

### Professionnelles

#### Saison régulière
Légende :
| Champion ABA | MVP de la saison | Meilleur joueur de cette catégorie statistique de la saison |

gras = ses meilleures performances
Statistiques en saison régulière de George McGinnis
| Saison        | Équipe        | Matchs | Titul. | Min./m | % Tir | % 3pts | % LF | Rbds/m. | Pass/m. | Int/m. | Ctr/m. | Pts/m. |
| ------------- | ------------- | ------ | ------ | ------ | ----- | ------ | ---- | ------- | ------- | ------ | ------ | ------ |
| 1971-1972     | Indiana (ABA) | 73     | 47     | 29,8   | 46,5  | 15,8   | 64,5 | 9,7     | 1,9     | —      | —      | 16,9   |
| 1972-1973     | Indiana (ABA) | 82     | 78     | 40,8   | 49,5  | 25,0   | 66,5 | 12,5    | 2,5     | 2,0    | —      | 27,6   |
| 1973-1974     | Indiana (ABA) | 80     | 78     | 40,8   | 46,8  | 14,7   | 68,3 | 15,0    | 3,3     | 2,0    | 0,5    | 25,9   |
| 1974-1975     | Indiana (ABA) | 79     | 79     | 40,4   | 45,1  | 35,4   | 72,4 | 14,3    | 6,3     | 2,6    | 0,7    | 29,8   |
| 1975-1976     | Philadelphie  | 77     | 77     | 38,3   | 41,7  | —      | 74,0 | 12,6    | 4,7     | 2,6    | 0,5    | 23,0   |
| 1976-1977     | Philadelphie  | 79     | 78     | 35,1   | 45,8  | —      | 68,1 | 11,5    | 3,8     | 2,1    | 0,5    | 21,4   |
| 1977-1978     | Philadelphie  | 78     | 76     | 32,5   | 46,3  | —      | 71,6 | 10,4    | 3,8     | 1,8    | 0,3    | 20,3   |
| 1978-1979     | Denver        | 76     | 76     | 33,6   | 47,4  | —      | 66,5 | 11,4    | 3,7     | 1,7    | 0,7    | 22,6   |
| 1979-1980     | Denver        | 45     | 43     | 31,6   | 45,9  | 14,3   | 54,1 | 10,3    | 4,9     | 1,5    | 0,4    | 15,6   |
| 1979-1980     | Indiana       | 28     | 18     | 28,0   | 43,7  | 12,5   | 57,5 | 8,5     | 4,0     | 1,1    | 0,2    | 13,2   |
| 1980-1981     | Indiana       | 69     | 56     | 26,7   | 45,3  | 0,0    | 53,8 | 7,7     | 3,0     | 1,4    | 0,4    | 13,1   |
| 1981-1982     | Indiana       | 76     | 4      | 17,6   | 37,3  | 0,0    | 45,3 | 5,2     | 2,7     | 1,3    | 0,4    | 4,7    |
| Carrière      | Carrière      | 842    | 710    | 33,5   | 45,8  | 27,3   | 66,4 | 11,0    | 3,7     | 1,9    | 0,5    | 20,2   |
| All-Star Game | All-Star Game | 6      | 2      | 27,7   | 42,5  | 0,0    | 50,0 | 9,7     | 2,5     | 2,3    | 0,3    | 14,2   |

#### Playoffs
Légende :
| Champion ABA | Titre MVP des finales ABA | Meilleur joueur de cette catégorie statistique de la saison |

Statistiques en playoffs de George McGinnis
| Saison   | Équipe        | Matchs | Titul. | Min./m | % Tir | % 3pts | % LF | Rbds/m. | Pass/m. | Int/m. | Ctr/m. | Pts/m. |
| -------- | ------------- | ------ | ------ | ------ | ----- | ------ | ---- | ------- | ------- | ------ | ------ | ------ |
| 1972     | Indiana (ABA) | 20     | 10     | 31,7   | 40,6  | 26,7   | 62,7 | 11,4    | 2,6     | —      | —      | 15,5   |
| 1973     | Indiana (ABA) | 18     | 18     | 40,6   | 45,1  | 0,0    | 73,2 | 12,3    | 2,2     | —      | —      | 23,9   |
| 1974     | Indiana (ABA) | 14     | 14     | 41,8   | 45,6  | 28,6   | 74,4 | 11,9    | 3,4     | 1,1    | 0,4    | 24,0   |
| 1975     | Indiana (ABA) | 18     | 18     | 40,6   | 46,8  | 31,5   | 68,8 | 15,9    | 8,2     | 2,0    | 0,6    | 32,3   |
| 1976     | Philadelphie  | 3      | 3      | 40,0   | 47,5  | —      | 61,1 | 13,7    | 4,0     | 0,3    | 1,3    | 23,0   |
| 1977     | Philadelphie  | 19     | 19     | 31,7   | 37,4  | —      | 57,0 | 10,4    | 3,6     | 1,2    | 0,3    | 14,2   |
| 1978     | Philadelphie  | 10     | 10     | 27,3   | 42,4  | —      | 83,7 | 7,8     | 3,0     | 1,5    | 0,1    | 14,7   |
| 1981     | Indiana       | 2      | 0      | 19,5   | 20,0  | —      | 50,0 | 5,0     | 3,5     | 1,0    | 0,0    | 5,0    |
| Carrière | Carrière      | 104    | 92     | 35,7   | 43,5  | 29,0   | 68,2 | 11,8    | 3,9     | 1,4    | 0,4    | 20,7   |